# Pleurogorgia plana
Pleurogorgia plana is een zachte koraalsoort uit de familie Chrysogorgiidae. De koraalsoort komt uit het geslacht Pleurogorgia. Pleurogorgia plana werd in 1902 voor het eerst wetenschappelijk beschreven door Versluys.